# زکری اسکات
زکری اسکات (انگلیسی: Zachary Scott; ۲۱ فوریهٔ ۱۹۱۴ – ۳ اکتبر ۱۹۶۵) یک هنرپیشه اهل ایالات متحده آمریکا بود.